# Oficina Europea de Lucha contra el Fraude
Oficina Europea de Lucha contra el Fraude (OLAF, del francés: Office Européen de Lutte Anti-Fraude), es un servicio externo de la Comisión Europea encargado de proteger los intereses financieros de la UE. Su misión principal es la lucha contra el fraude, así como la corrupción y cualesquiera otras actividades, que afecten al presupuesto de la UE, incluyendo, las irregularidades dentro de las instituciones europeas, de una manera responsable, transparente y eficiente. Depende del comisario de Presupuesto y Administración, operando de forma independiente a la administración interna de la Comisión (necesario para el desempeño eficaz de sus funciones).
La OLAF ejerce su misión realizando, con independencia, investigaciones internas y externas. Organiza además la cooperación entre las autoridades competentes de los Estados miembros con objeto de coordinar sus actividades en materia antifraude. Así mismo aporta a los Estados miembros asistencia y conocimientos técnicos para apoyarlos en sus actividades antifraude.
Contribuye al diseño de la estrategia antifraude de la UE y toma iniciativas para reforzar la legislación en la materia.

## Historia

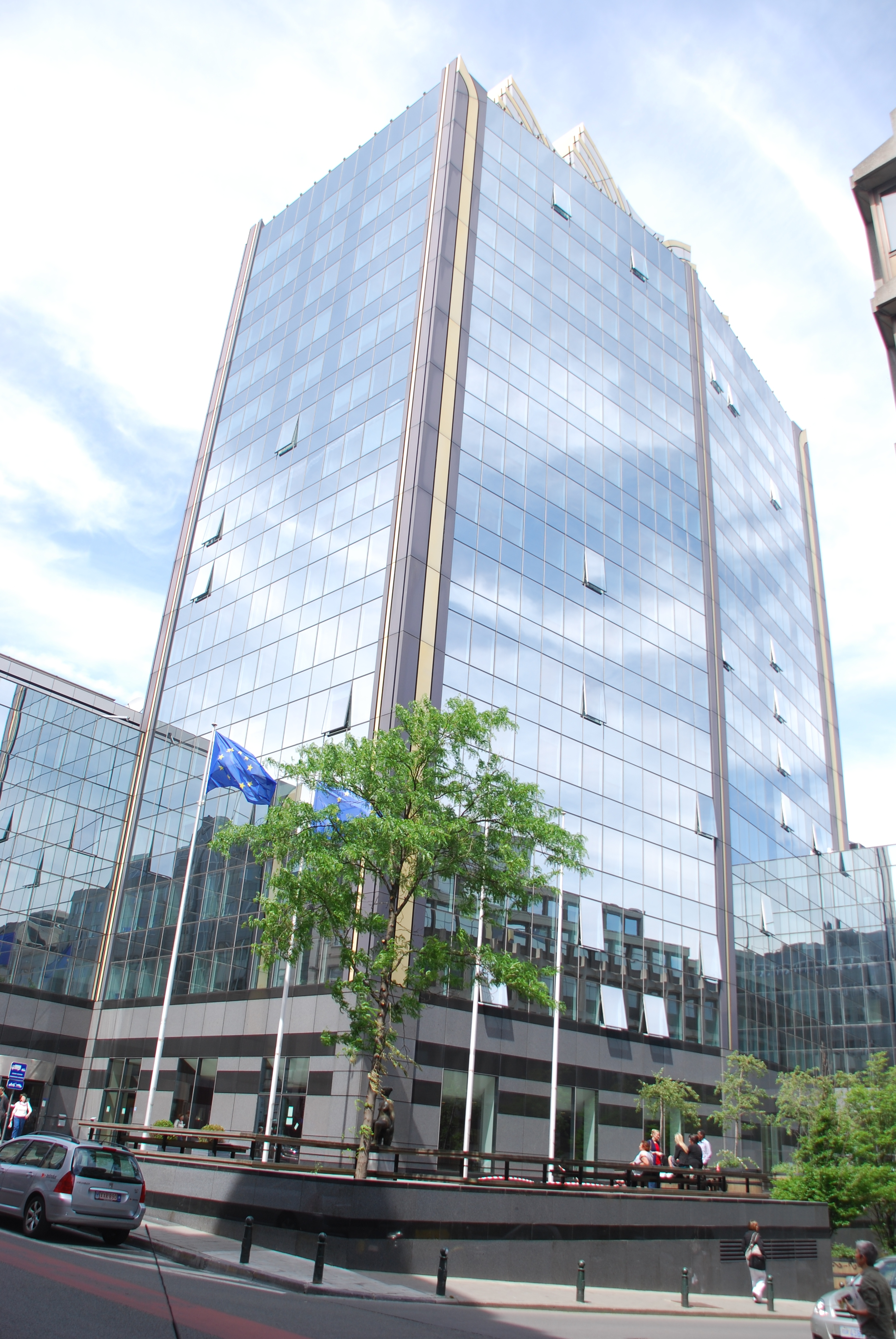
Oficina Europea de Lucha contra el Fraude, Rue Joseph II, Bruselas.

Bajo la presión por parte del Parlamento Europeo, la OLAF fue creada en 1999. Su predecesora, la UCLAF, Unidad Europea de Lucha contra el Fraude (en francés: Unité de Coordination de Lutte Anti-Fraude), unidad antifraude dependiente de la Comisión Europea, no logró convencer en su lucha contra el fraude en las instituciones europeas.
En 2004, OLAF inicia la investigación sobre el affaire en relación con la remodelación del edificio Berlaymont, sede de la Comisión Europea en Bruselas.

## Estructura
Aunque tiene un estatuto particular de independencia para la función de investigación, la OLAF no deja de ser parte de la Comisión Europea. Se coloca bajo la competencia del Comisario de Presupuesto y Administración. El comisario actual es Johannes Hahn.
Ville Itälä fue nombrado director general de la OLAF por la Comisión Europea, tras consultar con el Parlamento Europeo y el Consejo. Asumió sus funciones el 1 de agosto de 2018. El anterior director general fue Franz-Hermann Brüner, antiguo fiscal alemán especializado en la lucha contra el crimen organizado, el fraude y la corrupción.  
En lo concerniente a sus misiones de investigación y operaciones trabaja con relativa independencia.

## Personal
A finales de 2019, la OLAF contaba con 393 agentes, incluido el personal no estatutario.
La mayoría de su personal tiene, una sólida experiencia profesional previa en servicios de investigación, policiales y judiciales nacionales, en el ámbito de investigaciones sobre asuntos de fraude, en el análisis y la evaluación de informaciones, o en actividades de apoyo o desarrollo de políticas relativas a la lucha antifraude.

## Casos
Contrabando por las Compañías Tabacaleras
Sobre la base de investigaciones de la OLAF y bajo su asistencia, la Comisión Europea y 10 Estados miembros presentaron un pleito contra 3 grandes multinacionales del tabaco ante tribunales de los Estados Unidos. De acuerdo con las investigaciones las compañías habían utilizado el contrabando como canal de distribución. Una de las compañías llegó posteriormente a un acuerdo con la UE por el cual desembolsó cerca de mil millones de euros.

## Colaboradores de OLAF
- Unión Europea
  - Fiscalía Europea
  - Eurojust
  - Europol
  - 27 Estados miembros - autoridades competentes

- Terceros países
  - Oficina de Aduanas y Protección Fronteriza de los Estados Unidos
  - FBI
- Organizaciones internacionales
  - Eurojustice
  - Interpol
  - Organización Mundial de Aduanas